# 維拉 (羅馬尼夫區)
50°15′22″N 28°9′59″E / 50.25611°N 28.16639°E
維拉（烏克蘭語：Вила），是烏克蘭北部的村莊，隸屬日托米爾州的日托米爾區。該村始建於1650年，面積92.1平方公里，海拔高度223米，2001年該村落人口185。